# Австралийско-бутанские отношения
Австралийско-бутанские отношения — двусторонние дипломатические отношения между Австралией и Королевством Бутан.

## История
Дипломатические отношения были установлены 14 сентября 2002 года. В 2021 году в Канберре открылось посольство Бутана, ранее страна была представлена посольством в Бангкоке, Таиланд.

## Организации
Обе страны состоят в таких организациях, как:
| Организация                       | Дата присоединения Австралии | Дата присоединения Бутана | Источник |
| --------------------------------- | ---------------------------- | ------------------------- | -------- |
| ООН                               | 1 ноября 1945                | 21 сентября 1971          | [ 3 ]    |
| Международная ассоциация развития | 24 сентября 1960             | 28 сентября 1981          | [ 4 ]    |
| ЮНЕСКО                            | 4 ноября 1946                | 13 апреля 1982            | [ 5 ]    |

## Граждане Бутана в Австралии
На момент 2016 года в Австралии проживало около 5 тыс. бутанских беженцев. В основном в Австралию прибывали 30-летние или 40-летние граждане.

## Дипломатические миссии
Австралия в Бутане представлена посольством в Нью-Дели, Индия.

Бутан в Австралии представлен посольством в Канберре и консульством в Сиднее.